# Kalmici
Kalmici (kalmički: Хальмгуд, mongolski: Халимагууд, ruski: Калмыки) mongolski je narod koji pretežito živi u Rusiji (Kalmikija), a čiji su se preci doselili iz Džungarije. Između 1635. i 1779. imali su vlastitu državu zvanu Kalmički Kanat koja se nalazila u europskom dijelu Rusije. Kalmici su jedini tradicionalno budistički narod u Europi. Prisilno su bili raseljeni u Sibir od 1943. do 1956.